# Zelotes mesa
Espèce
Zelotes mesa est une espèce d'araignées aranéomorphes de la famille des Gnaphosidae.

## Distribution
Cette espèce se rencontre aux États-Unis dans le Sud de la Californie et au Mexique dans le Nord de la Basse-Californie,,.

## Description
Les femelles mesurent de 6,26 à 8,44 mm.

## Étymologie
Son nom d'espèce lui a été donné en référence au lieu de sa découverte, Otay Mesa.

## Publication originale
- Platnick & Shadab, 1983 : A revision of the American spiders of the genus Zelotes (Araneae, Gnaphosidae). Bulletin of the American Museum of Natural History, no 174, p. 97-192 (texte intégral).